# NGC 4075
NGC 4075 is een spiraalvormig sterrenstelsel in het sterrenbeeld Maagd. Het hemelobject werd op 14 april 1828 ontdekt door de Britse astronoom John Herschel.

## Synoniemen
- MCG 0-31-32
- ZWG 13.64
- PGC 38216